# Liste der Baudenkmäler in Merchweiler
In der Liste der Baudenkmäler in Merchweiler sind alle Baudenkmäler der saarländischen Gemeinde Merchweiler und ihrer Ortsteile aufgelistet. Grundlage ist die Veröffentlichung der Landesdenkmalliste im Amtsblatt des Saarlandes vom 22. Dezember 2004 und die aktuelle Teildenkmalliste des Landkreises Neunkirchen in der Fassung vom 9. August 2017.

## Merchweiler
| Lage                   | Bezeichnung                 | Beschreibung                                                  | Bild |
| ---------------------- | --------------------------- | ------------------------------------------------------------- | ---- |
| Bergstraße 4 Lage      | Haus Leinenbach, Bauernhaus | Erbaut um 1780                                                |      |
| Bergstraße 6 Lage      | Arbeiterbauernhaus          | Erbaut 1859                                                   |      |
| Dorfstraße 27 Lage     | Haus Schäfer, Bauernhaus    | Erbaut im letzten Viertel des 17. Jahrhunderts, Umbau um 1850 |      |
| Eisenbahnstraße Lage   | Bahnhofsempfangsgebäude     | Erbaut 1879                                                   |      |
| Hauptstraße 33/35 Lage | Haus Ackermann, Bauernhaus  | Erbaut 1902                                                   |      |
| Weiherstraße           | Steinkreuz „Am Weiherchen“  | Wegekreuz, errichtet 1748                                     |      |

## Wemmetsweiler
| Lage                          | Bezeichnung                                     | Beschreibung | Bild |
| ----------------------------- | ----------------------------------------------- | --- | ---- |
| Bildstockstraße 36 (bei) Lage | Wegekreuz                                       | errichtet 1887 |      |
| Illinger Straße 79 Lage       | Alte Mühle, 1804, Umbau um 1900 (Einzeldenkmal) | Erbaut 1804, um 1900 umgebaut |      |
| Rathausstraße Lage            | Rathaus                                         | 1921 wurde aus Wemmetsweiler und Heiligenwald die Bürgermeisterei Wemmetsweiler. Da es vorher keine Verwaltungsgebäude gab, musste ein Rathaus erbaut werden. In den Jahren 1925 bis 1927 wurde nach Entwürfen von Kreisbaumeister Otto Eberbach ein repräsentatives Gebäude im neoklassizistischen Stil erbaut. Das auf annähernd quadratischem Grundriss errichtete Gebäude ist auf einem nach Südwesten abfalldenden Hang erbaut, sodass mit dem abfallenden Hang zunehmend ein rustiziertes Sockelgeschoss sichtbar wird. Der Haupteingang des zweigeschossigen Baus liegt in der Südfassade in einem halbrunden Mittelrisaliten mit vorgelagertem Söller und Kuppel. Die hohen Fenster des Erdgeschosses sind mit aufwendigen halbrunden Ornamenten gekrönt, die sich bis in das Sohlbankgesims des Obergeschosses ziehen. In der Ostfassade wurde ein Mittelrisalit mit Dreiecksgiebel integriert. An der Südostecke befindet sich eine Auslucht mit Balkon und Eingang im Erdgeschoss. Dieser ist mit einer Ädikula gerahmt. |      |
| Rosengartenweg Lage           | Kapelle am Rosengarten, Kriegergedächtnisstätte | Die Kapelle wurde von 1934 bis 1936 nach Plänen von Ludwig Dörrenbacher erbaut. In den 1970er Jahren wurde die Kirche innen renoviert. 1989 bis 1991 folgte eine umfassende Restaurierung, 2009 wurde die Kapelle erneut restauriert. |      |
| Schulstraße 6 (bei) Lage      | Wegekreuz                                       | Errichtet 1866 |      |
| Zum Striedt Lage              | Kath. Kirche St. Michael                        | St. Michael wurde 1899 von Wilhelm Hector erbaut. 1918 baute Otto Eberbach eine Sakristei an. Der neugotische Saalbau ist im Inneren reich ausgemalt. Mittel- und Seitenschiffe sind von Kreuzrippengewölben überspannt, die durch spitze Gurtbögen getrennt sind. In dem eingezogenen Chor mit dreiseitigem Schluss steht ein neugotischer Hochaltar. |      |
| Zum Striedt                   | Wegekreuz                                       | Erbaut 1761 |      |